# La Vapeur du Trieux
La Vapeur du Trieux est un train touristique, tracté par une locomotive à vapeur, qui assure pendant les mois de juillet et août, des trajets aller-retour sur la ligne à voie normale entre Paimpol et Pontrieux, dans le département des Côtes-d'Armor.
Depuis 2025, son exploitation est gérée par l'office de tourisme de Guingamp Baie de Paimpol, Transdev Rail Bretagne et l'association AAATV Section Mulhouse.

## Histoire
Le retour de la vapeur sur la ligne par un chemin de fer touristique désormais utilisée dans un but de tourisme ferroviaire, débute par un essai de circulation positif en 1997, lors des quatre journées du festival des chants de marins. Pour permettre le fonctionnement avec une locomotive à vapeur, la gare de Paimpol est rééquipée des infrastructures nécessaires.
En 2006, plus de 33 500 voyageurs sont transportés entre mai et fin septembre.
Faute d'avoir pu disposer d'une locomotive à vapeur, c'est la locomotive diesel BB 63832 qui a assuré la saison 2012. L'exploitant chercherait à acquérir sa propre locomotive à vapeur, mais à partir de la saison 2015 les circulations vapeur sont suspendues en raison du mauvais état de la voie.
Les travaux de renouvellement voie et ballast de la ligne de Guingamp à Paimpol étant terminés pour le mois d'avril 2017, la Vapeur du Trieux reprend ses activités pour la saison 2017 avec la locomotive 141 TB 424 de l'AAATV section Mulhouse.
En 2025, après les conséquences de la Covid-19, le train revient avec une organisation différente. La gestion du train est réalisée par l'office du tourisme Guingamp Baie de Paimpol, TRANSDEV Rail Bretagne et l'association AAATV Section Mulhouse (gestionnaire de la locomotive). La vente des billets s'effectue auprès de l'office du tourisme.

## La ligne

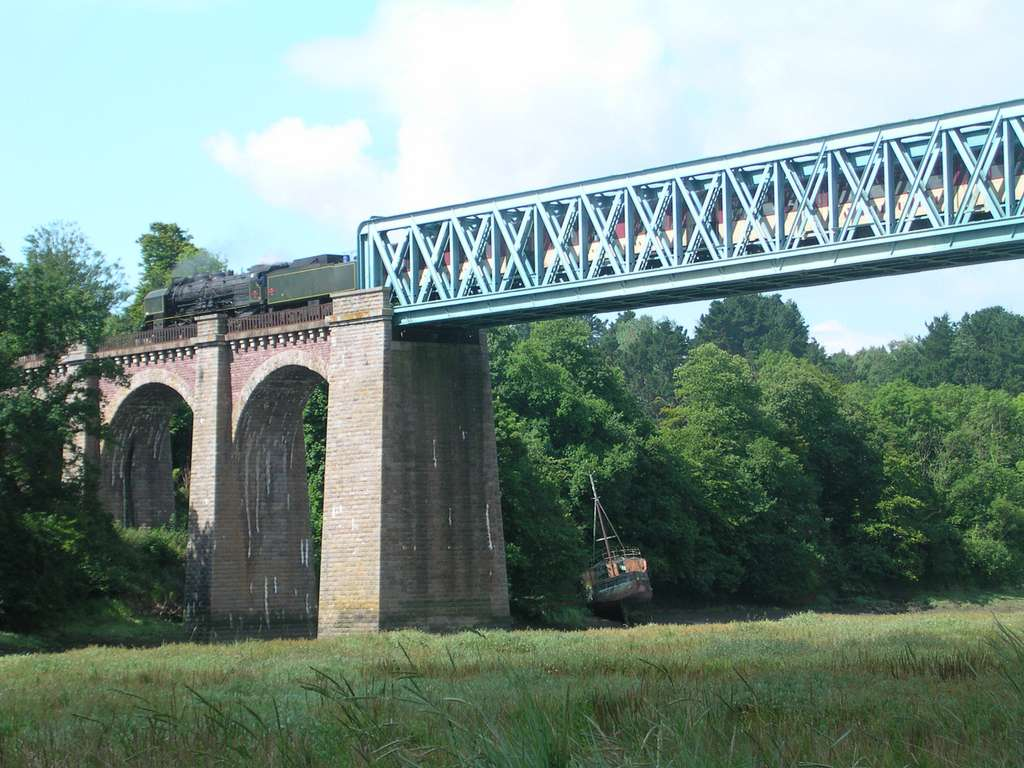
La 231 K 8 sur le pont de Frynaudour en 2005

Elle longe l'estuaire du Trieux sur le tronçon de la gare de Paimpol à la gare de Pontrieux, via la halte de Traou-Nez, de la ligne de Guingamp à Paimpol créée par le Réseau breton.

## Les collections
Les listes suivantes ne sont pas exhaustives et devront être complétées ou actualisées au fil du temps (dernière actualisation en février 2024) :

### Locomotives à vapeur
| Matricule                                | Constructeur et date           | État actuel | Origine et informations techniques | Photo |
| ---------------------------------------- | ------------------------------ | ----------- | --- | ----- |
| 141 TB 424 de l'AAATV (section Mulhouse) | Société de Saint-Léonard, 1913 | En service  | 13,74 m, 71,7 t (92,1 t en ordre de marche), vitesse maximum : 90 km/h (1200 ch). Timbre chaudière : 16 kg/cm² Capacité de la soute à charbon : 3,5 t Capacité de la soute à eau : 7 500 L (7,5 m3). Distribution : Walschaerts à tiroirs cylindriques Classé MH (1992) |       |

### Voitures à voyageurs
| Matricule                                      | Constructeur et date                   | État actuel        | Origine et informations techniques | Photo |
| ---------------------------------------------- | -------------------------------------- | ------------------ | --- | ----- |
| Boite à tonnerre CFTA RN 070 (ex-B7t no 17210) | Construite en allemagne entre 1928/29. | Situation inconnue | Voiture d'origine allemande, arrivée en France au titre de dommage de guerre après la 2ème guerre mondiale (1939-1945). Elle a appartenu au Train à vapeur des Cévennes et à la CITEV. Type : Ci-28 13,92 m, 00 t, vitesse maximum : 100 km/h 56 places assises Numéro UIC : 50 87 24-17 210-3 B7t |       |

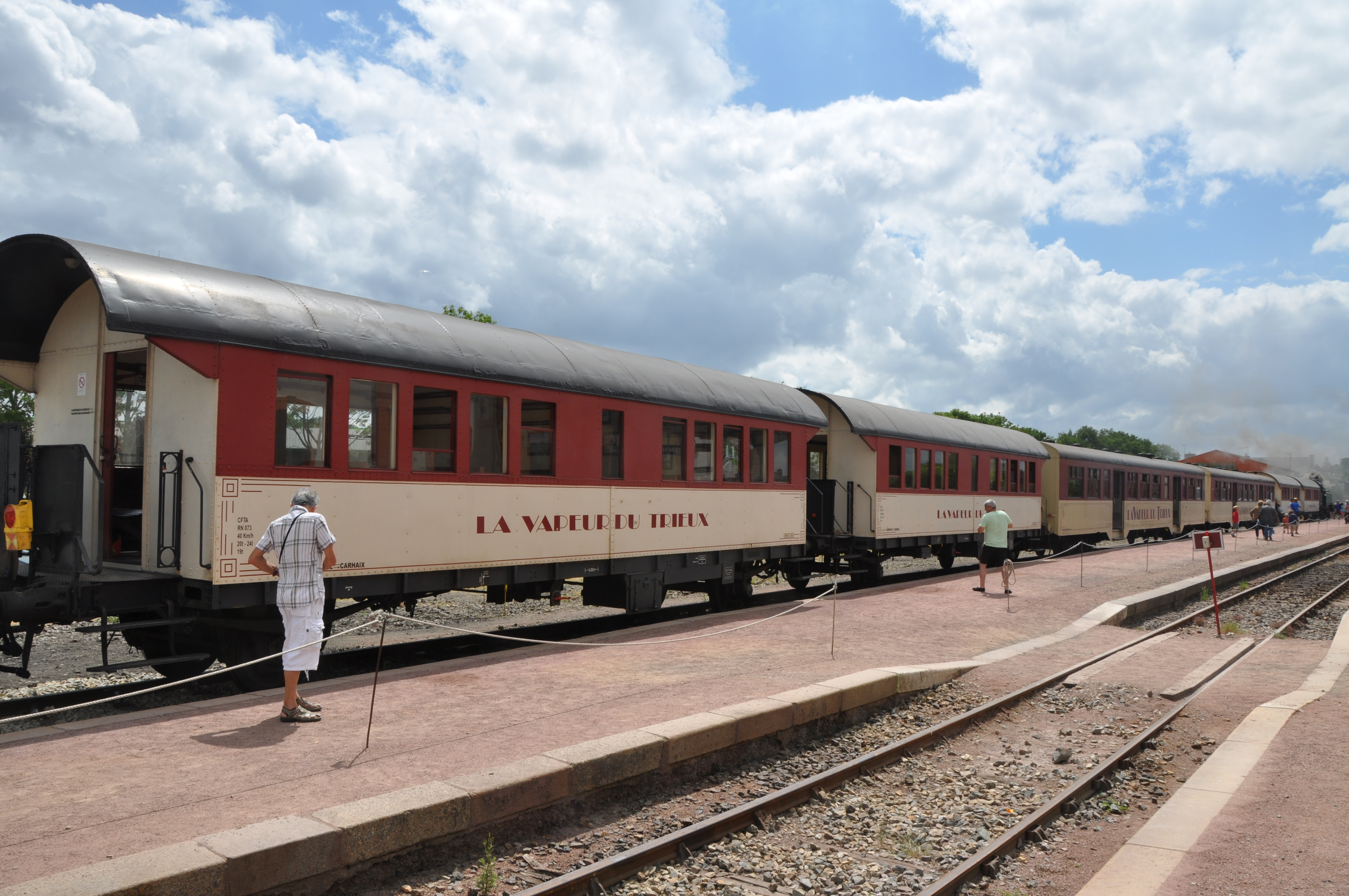
En gare de Paimpol

| Boite à tonnerre CFTA RN 071 (ex-B7t no 17227) | Construite en allemagne entre 1928/29. | Situation inconnue | Voiture d'origine allemande, arrivée en France au titre de dommage de guerre après la 2ème guerre mondiale (1939-1945). Elle a appartenu au Train à vapeur des Cévennes et à la CITEV. Type : Ci-28 13,92 m, 00 t, vitesse maximum : 100 km/h 56 places assises Numéro UIC : 50 87 24-17 227-7 B7t |       |
| Boite à tonnerre CFTA RN 072 (ex-B7t no 17219) | Construite en allemagne entre 1928/29. | Situation inconnue | Voiture d'origine allemande, arrivée en France au titre de dommage de guerre après la 2ème guerre mondiale (1939-1945). Elle a appartenu au Train à vapeur des Cévennes et à la CITEV. Type : Ci-28 13,92 m, 00 t, vitesse maximum : 100 km/h 56 places assises Numéro UIC : 50 87 24-17 219-4 B7t |       |
| Boite à tonnerre CFTA RN 073 (ex-B7t no 17234) | Construite en allemagne entre 1928/29. | Situation inconnue | Voiture d'origine allemande, arrivée en France au titre de dommage de guerre après la 2ème guerre mondiale (1939-1945). Elle a appartenu au Train à vapeur des Cévennes et à la CITEV. Type : Ci-28 13,92 m, 00 t, vitesse maximum : 100 km/h 56 places assises Numéro UIC : 50 87 24-17 234-3 B7t |       |
| SNCB Voiture M2 RN-073 (ex-no 41.028)          | Ateliers de Familleureux, 1958         | Situation inconnue | Ex voiture d'origine belge, acquise et rénovée entretemps par l'opérateur néerlandais Lovers Rail (nl), lui-même acquis par Connex (devenu entretemps Veolia Transport). 24 m, 35 t, vitesse maximum : 140 km/h 68 places au total en 1re classe Numéro UIC : 50 88 18-48 628-6                    |       |
| SNCB Voiture M2 RN-074 (ex-no 41.030)          | Ateliers de Familleureux, 1958         | Situation inconnue | Ex voiture d'origine belge, acquise et rénovée entretemps par l'opérateur néerlandais Lovers Rail (nl), lui-même acquis par Connex (devenu entretemps Veolia Transport). 24 m, 35 t, vitesse maximum : 140 km/h 68 places au total en 1re classe Numéro UIC : 50 88 18-48 630-2                    |       |

## Les locomotives à vapeur ayant roulé à La Vapeur du Trieux
Depuis le début du train touristique, "La Vapeur du Trieux" à connu différentes locomotives à vapeur qui se sont succédé et ont assuré le service sur la ligne. Le parcours étant difficile et l'âge des locomotives et de la voie est à l'origine de ce « passage de relais ».
La 230 G 353, Société de Construction Batignolles-Châtillon (1922) de la SNCF de 1998 à 2000.

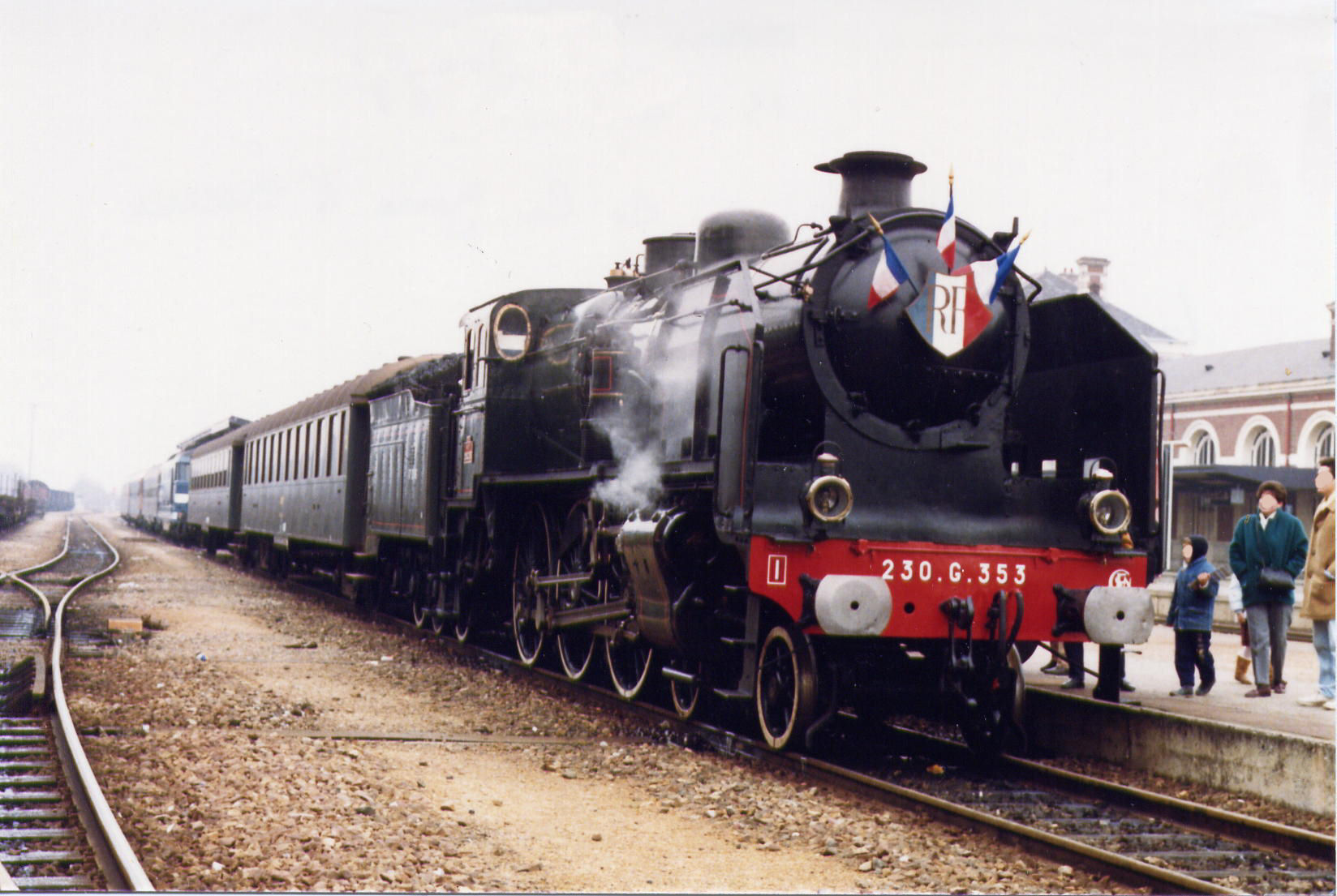
La 230 G 353

La 231 K 8, Henschel & Sohn (1912) du MFPN (via la FACS) de 2001 à 2005.

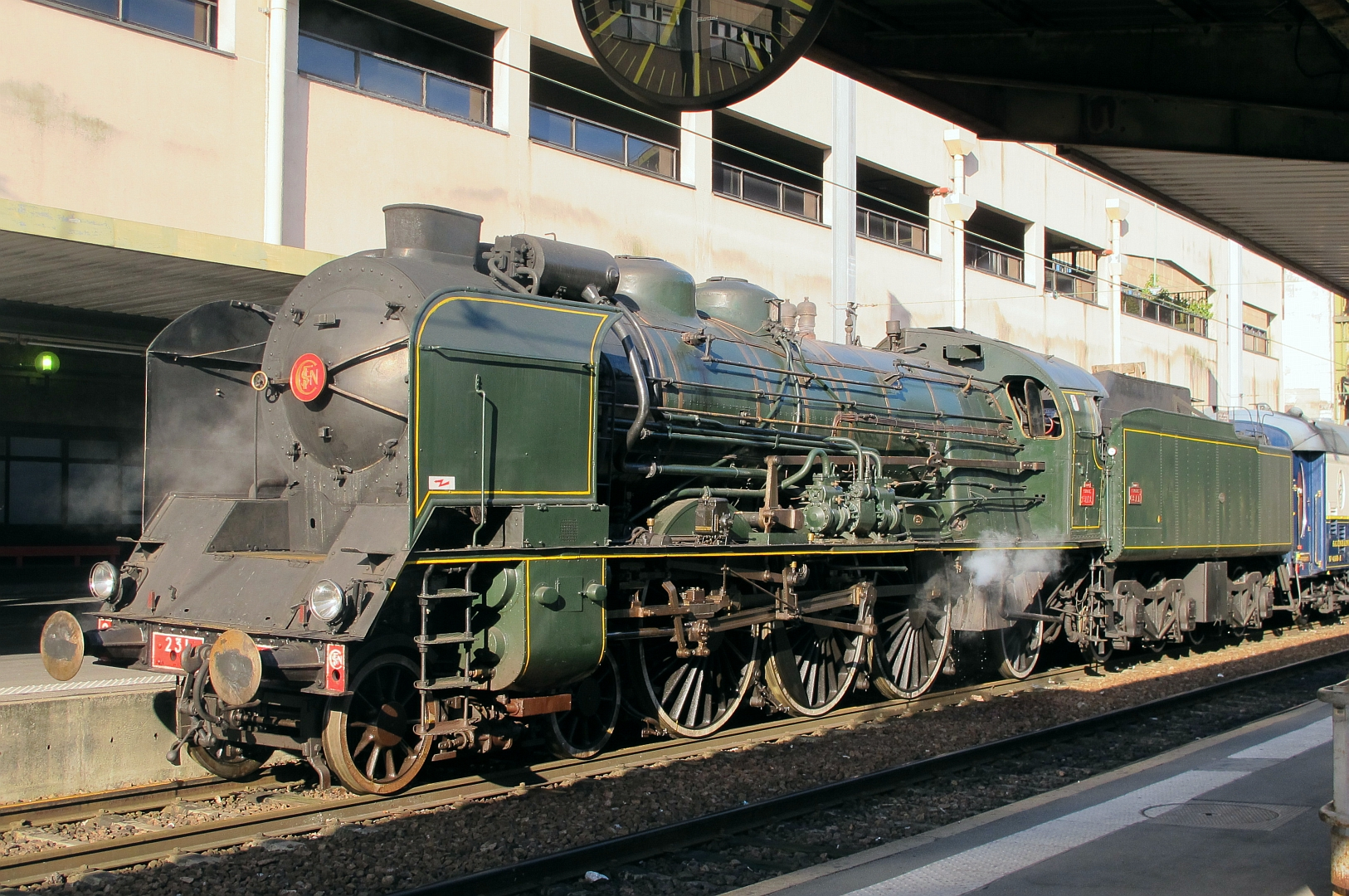
La 231 K 8

La 231 G 558, Société de Construction Batignolles-Châtillon (1922) du PVC de 2006 à 2007.

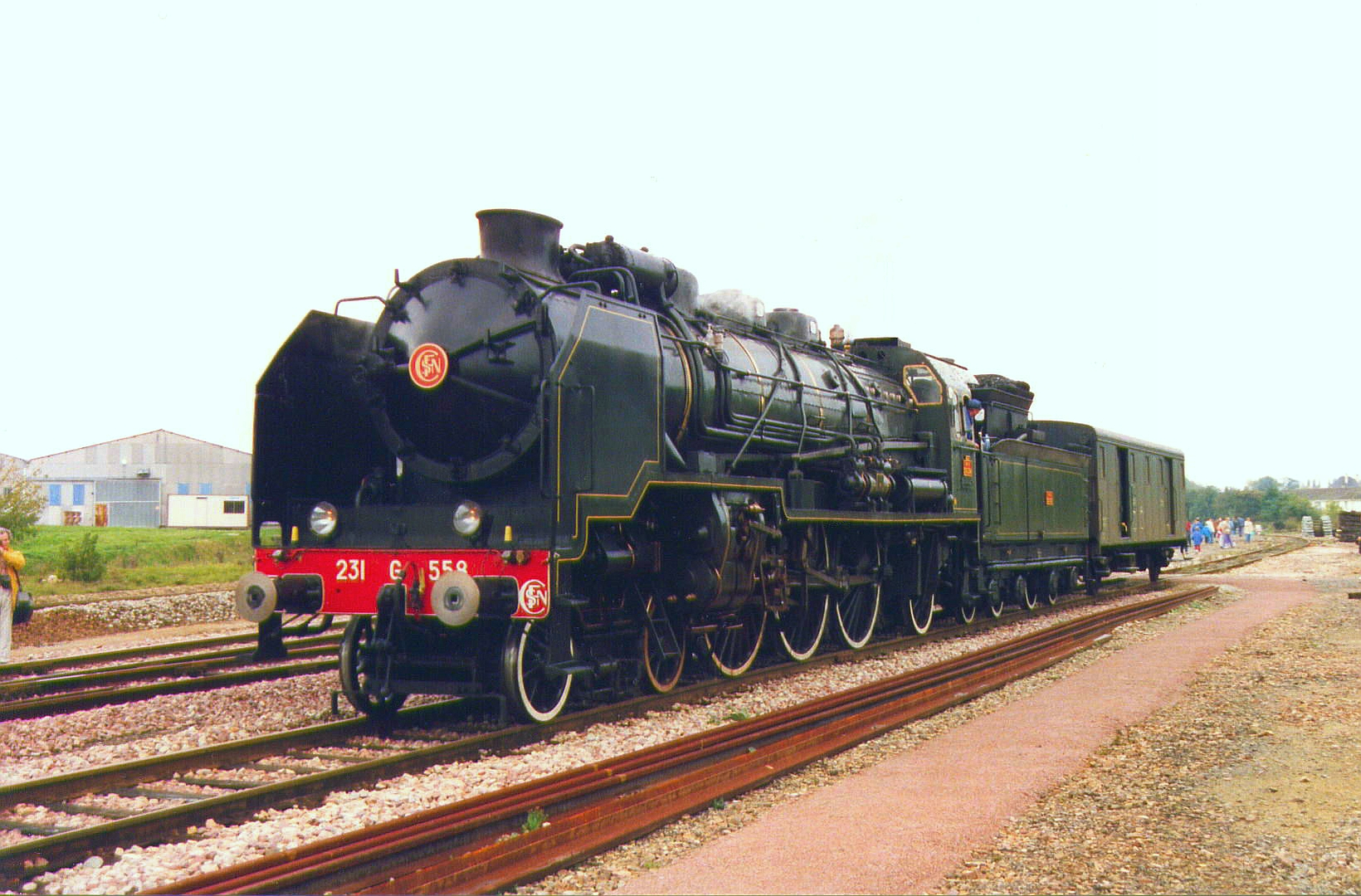
La 231 G 558

La Mallet 020+020T, Henschel & Sohn no 10416 (1911) du TTDA de 2008 à 2010,.

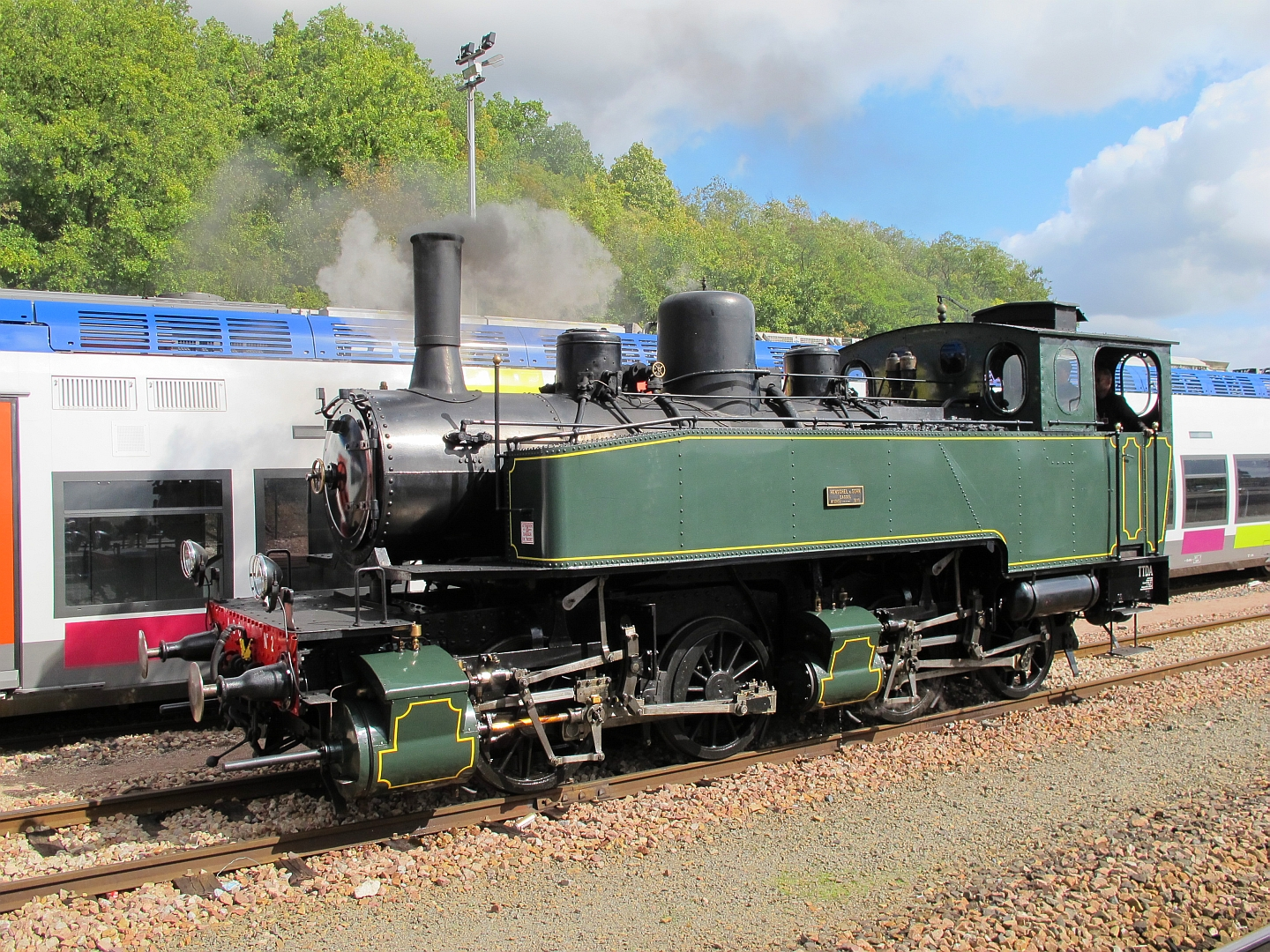
La Mallet 020+020T no 10416

La 141 TD 740, Société Française de Construction Mécanique de Denain (1932) du Chemin de Fer Touristique Limousin-Périgord en 2011.

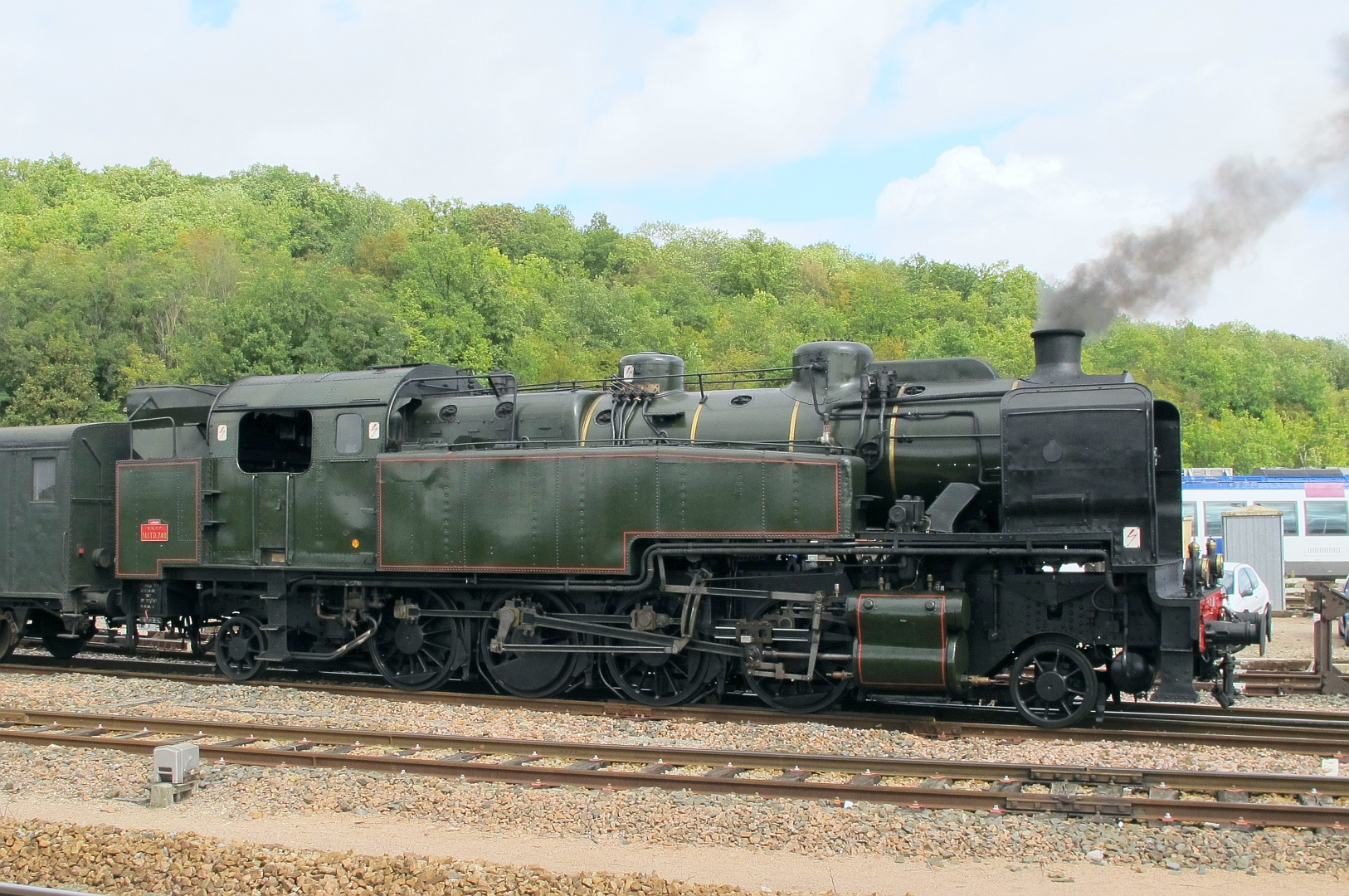
La 141 TD 740

La 141 TB 424, Société de Saint-Léonard (1913), de l'AAATV (l’Amicale des Anciens et Amis de la Traction Vapeur) section Mulhouse en 2013 & 2014, puis de 2017 à 2019 et de nouveau en 2025. Depuis le mois de janvier 2019, cette locomotive est stationnée hors saison touristique aux ateliers CFTA de Carhaix, afin d'éviter les longs acheminements vers et depuis Longueville (AJECTA) où elle était habituellement garée pendant l'hiver.

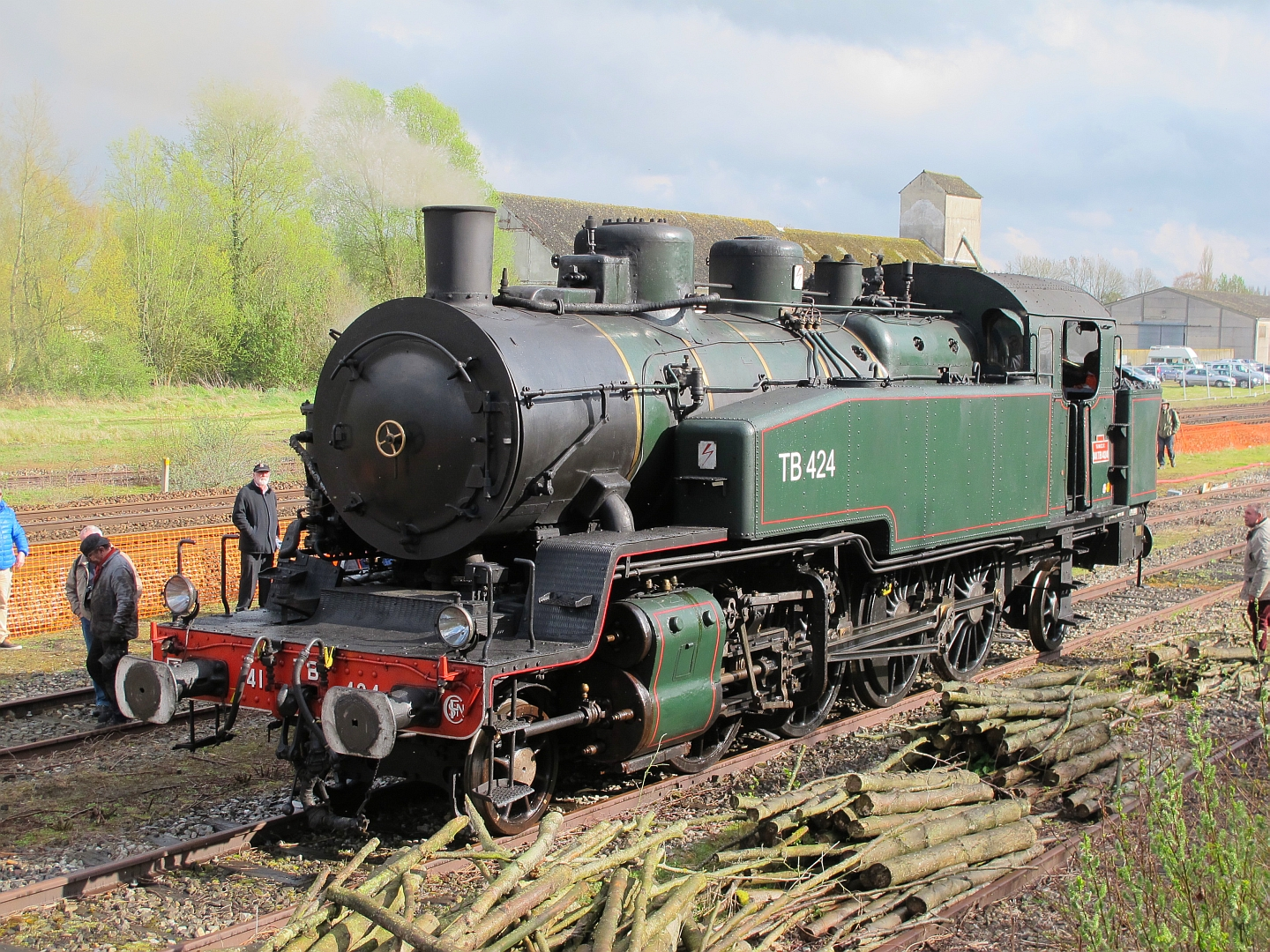
La 141 TB 424

## Correspondances
La gare de Paimpol est également desservie par des trains du réseau TER Bretagne en service toute l'année sur la ligne de Guingamp à Paimpol. Cette ancienne ligne à voie métrique du Réseau breton est aujourd'hui une ligne SNCF à écartement standard (depuis 1953) confiée en affermage à la CFTA, devenue Transdev Rail.